# دهستان قطرویه
دهستان قطرویه نام دهستانی در بخش قطرویه شهرستان نی‌ریز، استان فارس در ایران است. براساس سرشماری مرکز آمار ایران در سال ۱۳۸۵، جمعیت آن ۴۲۴۲ نفر (۱۱۳۸ خانوار) بوده‌است.